# Gerardo López Rosas
Gerardo López Rosas es un deportista mexicano que compitió en atletismo adaptado. Ganó una medalla de plata en los Juegos Paralímpicos de Nueva York y Stoke Mandeville 1984 en la prueba de lanzamiento de balón medicinal (clase C2).

## Palmarés internacional
| Juegos Paralímpicos | Juegos Paralímpicos                                        | Juegos Paralímpicos | Juegos Paralímpicos |
| Año                 | Lugar                                                      | Medalla             | Prueba              |
| ------------------- | ---------------------------------------------------------- | ------------------- | ------------------- |
| 1984                | Nueva York (Estados Unidos) Stoke Mandeville (Reino Unido) | Medalla de plata    | Balón medicinal C2  |